# Ле Блан Менил
Ле Блан Менил (фр. Le Blanc-Mesnil) град је у Француској у Париском региону, у департману Сена-Сен Дени.
По подацима из 2006. године број становника у месту је био 51.109.

## Демографија
| 1962.  | 1968.  | 1975.  | 1982.  | 1990.  | 1999.  | 2006.  | 2011.  |
| ------ | ------ | ------ | ------ | ------ | ------ | ------ | ------ |
| 35.708 | 48.487 | 49.107 | 47.037 | 46.956 | 46.936 | 51.109 | 51.916 |

## Партнерски градови
- Волсол
- Sandwell